# Keleti városrész (Nagykanizsa)
A nagykanizsai Keleti városrész a város belső területének beépítése után felépült új lakótelep. Az első utcát, a mai Platán sort (volt I. Bolgár Hadsereg utca) 1962-ben kezdték építeni. A következő 25 évben közel 8 ezer lakás készült el a területen, amelyek döntő többsége OTP-beruházásban, míg kisebb hányada tanácsi céltámogatásos építkezésként valósult meg. Városrendezési, építészeti szempontból az elmúlt években jelentős változások nem történtek itt.

## Története
Egyes források szerint a településfejlődés első észlelhető jelei – éppen a Keleti Városrész Eötvös téri végében – már kelta, majd kissé keletre tolódva avar település nyomaira utalnak. A XV. századtól kezdődően a mai Eötvös tértől keletre folyamatosan növekvő terület került benépesítésre. Az 1784. évi első katonai felméréskor a mai Teleki út, az Attila u. és a Petőfi Sándor u. nyomvonalán már utcákat jelölnek a térképek. Az 1864-ben készült térkép „Nagykanizsa mezőváros Kis Kanizsa helyiséggel együtt” felirattal már tartalmazza az akkor meglevő házakat és telekhatárokat is. A térképen az utcanevek kettős megjelöléssel szerepelnek, valamint az Eötvös tér van feltüntetve a Huszti térrel.

### Az 1926-os városrendezési terv
A terület fejlődését jól jellemzi az 1926-ban készült városrendezési terv, melynek alaptérképe 1919. évi felmérésű. Az alaptérképen a Teleki u., az Attila u, a Rózsa u., és a Petőfi u. szerepel. Ezek az utcák utcavonalon álló családi házakkal sűrűn beépítettek. Visszautalva az 1864. évi tervre, ott a Rózsa u. egy oldalon beépített, a keleti oldalon nincs feltüntetve telek, lakóház. Az 1919. évi terv a Rózsa u. keleti oldalát már sűrűn beépítettnek mutatja. A városrendezési terv az egész Nagykanizsára javasolt gyűrűs-sugaras szabályozást és területfeltárást itt is alkalmazza. Ha a mai 7. sz. út nyomvonalát vetítve határoljuk le a területet, a volt laktanyáig, illetve attól északra 2 telektömbbel az egész mai keleti városrészt a tervező húsz kis egységre osztva képzelte el. Az Attila u. továbbvezetése, a Rózsa u. rendezése, illetve új útjaként a mai Platán sor – mai Csokonai u. – Hevesi S. u. helyén javasol útirányítást. Az egész terület beépítése, terület felhasználása hagyománykövető, a családi házas tömbök – keretek – közé egy közé csak egy középület terület és sportpálya ékelődik, jelentős parkfelülettel. A terve jelentősége abban áll, hogy a ma és a jövő városrendezése számára is hasznosítható módon alakította a város szerkezetét, a közlekedési rendszer főbb elemeit.

### Az 1960-as városrendezési terv
Az Építésügyi Minisztérium hivatkozva az 1955. évi és 1959. évi vizsgálatokra, 1960-ban rendelte meg a VÁTI-nál Nagykanizsa egyszerűsített általános rendezési tervét. A tervezési munka célja a város területe felhasználásának, főközlekedési és közműhálózatának, a város általános építészeti kialakításának, valamint a fontosabb létesítmények elhelyezésének meghatározása volt. Ez, az építési törvény hatálybalépéséig, az 1955. évi 36. tvr-ben kötelezőnek nyilvánított városfejlesztési irányelvek műszaki tervben rögzített része. Ez a terv rakta le a keleti városrész beépítésének alapjait. Felvetette a városközpontot kikerülő – tehermentesítő út – szükségességét is. A fejlesztési programtervezet egy 1864. évi első városrendezési tervre utal. Ekkor a városban 4512 lakott épület volt 8134 lakással. A népességszám 32 000 fő volt. A program szerint a „lakosság mintegy 45%-a kollektív, többszintes lakóépületekben vehető számításba”, melynél a tervezett 50 ezer fős távlati népességszám a mérvadó. Ezeken az alapokon indult el 1960-ban a keleti városrész részletes rendezési terv készítése, az ÉM megbízásából. A tervezési területen – mely a 7. sz. főúttól a 65. sz. Kaposvári útig terjedt, illetve az Eötvös tértől a Farkas J. u. vonaláig. – a terület közel sík, felszíne és a mintegy 20 m mélységű talajvíz jó beépítési adottságokat jelzett. Az épület- és lakásvizsgálatok szerint a területen 792 lakás megszűnésével kellett számolni, melyben 2598 fő lakott. Az Attila és a Rózsa utcák közművesítéséből a csatornahálózat hiányzott. A terv a területet két szomszédsági egységre osztotta. Már ekkor is az volt az alapelv, hogy a jelentősebb költségekkel járó szanálás nagyobb része a II. ütem területére essen. A terület közepén tervezett gyűjtőútra fűzte fel a tervező az első lakótömböt a tömbbelsők hasznosításával. Ennek az útnak – az Eötvös tér keleti oldalán kialakult – csatlakozási pontján az akkor még „egyedül bontásra alkalmas”-nak ítélt épület állt. A bontást igénylő területekre ez a terv még pontházakat javasolt elhelyezni.
Az I. egységet az akkori, Attila u. a tervezett gyűjtőút (Platán sor) és a határoló Rózsa u. 3. tömbre tagolta. Az Attila u., Petőfi u.-ba torkolló szakaszát forgalmi okokból megszüntette és a gyűjtőútba kötötte be. A tervezett II. egységben a tömb magja egy jelentős zöldterület, melyhez intézmények kapcsolódnak. A terv már felvetette a III. egység létét és a kapcsolódás feltételeit. A tervező szerint a 7. sz. főút melletti kilenc szintes sor a Budapest felől érkezők számára nyújt majd egységes képet. A belső zöldterület körül teleépített magasházak pedig a lakónegyed magját hangsúlyozzák. A telepítés derékszögű koordináta rendszere – az optimális tájolás érdekében az észak-dél tengelytől 4 fokkal ny-i irányban eltér. A tervezett épület méretei salakbeton középblokkos építménytervek méreteivel egyeztek meg. A terület intézményei a tervvázlaton nyomon követhetők. A terv előírta egy új 2000 köbméteres víztorony építését és a II. ütemtől az elválasztó rendszerű csatornázás megvalósítását. Az I. ütemben 973 lakás, 20 tantermes gimnázium, 16 tantermes iskola, óvoda, bölcsőde, üzletek és 800 fős mozi felépítését javasolta. A II. ütem 1815 lakást, a III. ütem 696 lakást és az intézményeket tartalmazta. A III. ötéves terv lakásépítési programjának valósítása érdekében – mint az a következő középtávú terveknél is gyakorta előfordult – a tervet az ÉM megbízásából a VÁTI már 1963-ban átdolgozta. Folyamatos tervezéssel 1964-re a III. egység részletes terve is elkészült. Az 1960. évi egyszerűsített általános rendezési tervben – a javasolt három egységre – 4000 lakás felépítése szerepelt. A III. ötéves terv lakásépítési programja miatt vált szükségessé az 5 szintes, téglaközépblokk építési lehetőség és a 9 szintes épületeknél hagyományos technológia figyelembevétele. Ez a tervmódosítás a terület lakásszámát 4168-ra növelte. Mindezen előzmények után sem lehet azt kimondani, hogy az ismertetett tervek tartalmazták a mai keleti városrész lakóterülete tervi megoldásait.
 1965-ben a helyi tanácsi testületek többször hoztak döntést a városrésszel kapcsolatos feladatokban. Nagykanizsa Város Tanácsa Végrehajtó Bizottsága a 118/1965. vb. Sz. határozatával hagyta jóvá az I-II-III. szomszédsági egység részleges rendezési tervét. Ekkor azonban már megindult a lakóterület beépítése. Az ÉM Győri Tervező Vállalat elkészítette az első 154 lakás kitűzési vázlatát. Az úgynevezett 3. sz. út (ma Platán sor) mentén 1962-ben 44 
állami-, 36 szövetkezeti, majd 1963-ban 57 állami és 97 szövetkezeti lakás átadására került sor. A III. ötéves terv lakásépítési programját 1964-ben – figyelemmel a II. ötéves tervben tervezett ütemre – a Győriterv elkészítette. További változásokat eredményezett az eredeti elképzelésekhez képest a IV. ötéves terv előkészítés. Ennek során 1969-ben a Zala Megyei Tervező Vállalat (Zalaterv) készítette el újabb beépítési javaslatát, majd 1970-ben a IV. ötéves tervi lakásberuházások programtervét. Kisebb egységekre más tervezők is készítettek terveket. Intézmény elhelyezésekhez a Pécsi Tervező Vállalat, a Platán sori középmagas épületekhez a Zm. ÁÉV, később a Munkás úti 5 lakóépülethez a Szegedi Tervező Vállalat, valamint szintén intézmény elhelyezéshez a MEZŐBÉR. 1974-ben a VÁTI felülvizsgálta az I-II. szomszédsági egység részletes rendezési tervét, majd 1976-ban az V. ötéves tervi lakásépítés megalapozására a ZALATERV készítette el a III. egység új beépítési tervét. Ezt megelőzően 1974-ben országos tervpályázat eredményeire alapozva az I. díjas terv figyelembevételével készítette a VÁTI 1976-ban a keleti városkapu részletes rendezési tervét, melynek I. üteme a keleti városrész ún. III. szomszédsági egysége volt.